# Trisuloides
Trisuloides is een geslacht van vlinders uit de familie van de uilen (Noctuidae).
De typesoort van het geslacht is Trisuloides sericea Butler, 1881

## Synoniemen
- Smilepholcia A.E. Prout, 1924

## Soorten
- T. albiplaga Warren, 1912
- T. becheri
- T. bella Mell, 1935
- T. burmana Berio, 1973
- T. catocalina Moore, 1883
- T. contaminata Draudt, 1937
- T. chekiana Draudt, 1937
- T. klapperichii Mell, 1958
- T. nigerrima Draudt, 1950
- T. papuensis Warren, 1912
- T. prosericea
- T. rotundipennis Sugi, 1976
- T. sericea Butler, 1881
- T. taiwana Sugi, 1976
- T. tamsi Park & Lee, 1977
- T. xizanga
- T. zhangi Chen, 1994